# Phryssonotus orientalis
Phryssonotus orientalis är en mångfotingart som först beskrevs av Filippo Silvestri 1900.  Phryssonotus orientalis ingår i släktet Phryssonotus och familjen Synxenidae. Inga underarter finns listade i Catalogue of Life.